# Iranische Atomenergieorganisation

Logo der AEOI

Die Iranische Atomenergieorganisation (englisch Atomic Energy Organization of Iran, AEOI) ist die für alle kerntechnischen Anlagen des Iran verantwortliche Behörde mit Hauptsitz im Teheraner Stadtteil Amir Abad. Gegründet wurde sie 1974, Akbar Etemad war der erste Leiter.

## Leiter
Mitte der 1990er-Jahre wurde die AEOI von Resa Amrollahi geleitet. 1997 wurde Gholam Reza Aghazadeh, bis dahin Minister für Erdöl, zu Amrollahis Nachfolger ernannt. Im Juni 2009 trat Aghazadeh überraschend zurück. Sein Nachfolger wurde Javad Rahiqi. Javad Rahiqi ist als einzige Person in der Resolution 1929 des UN-Sicherheitsrates namentlich erwähnt und unterliegt der Reisebeschränkung.
Nach Rahiqi war Ali Akbar Salehi, im Kabinett Ahmadineschad II Minister für Atomenergie, bis zum 26. Mai 2011 Präsident der Iranischen Atomenergieorganisation, die anschließend kurzzeitig von Mohammad Ahmadian kommissarisch geleitet wurde. Ahmadian ist heute als Vizechef unter Fereidun Abbassi für die Organisation tätig. Am 15. August 2013 wurde Salehi von Präsident Rohani erneut zum Leiter der iranischen Atomenergiebehörde ernannt.